# Géorgie-Nouvelle-Zélande en rugby à XV
Cet article présente l'historique des confrontations entre l'équipe de Géorgie et l'équipe de Nouvelle-Zélande en rugby à XV. Les deux équipes se sont affrontées une seule fois lors de la Coupe du monde 2015, rencontre remportée par la Nouvelle-Zélande.

## Historique
La Géorgie et la Nouvelle-Zélande s'affrontent pour la première fois le 2 octobre 2015, dans le cadre de la Coupe du monde 2015.

## Les confrontations
Voici la liste des confrontations entre ces deux équipes :
| No | Date           | Lieu                                       | Match                      | Score   | Compétition              |
| -- | -------------- | ------------------------------------------ | -------------------------- | ------- | ------------------------ |
| 1  | 2 octobre 2015 | Millennium Stadium, Cardiff Pays de Galles | Nouvelle-Zélande – Géorgie | 43 – 10 | Coupe du monde (poule C) |